# Pavel A. Ritto
Pavel Augusto Ritto Mijangos (nacido en 1973 en Mérida, México) es un científico mexicano destacado por el estudio del latido cardiaco de moluscos y humanos, y alguna participación en investigaciones acerca de la constitución de la materia. 

## Reseña biográfica
Estudió la licenciatura en física en la Benemérita Universidad Autónoma de Puebla (BUAP) (1991-1999) y la maestría y el  doctorado en física aplicada en el Centro de Investigación y de Estudios Avanzados del IPN (CINVESTAV) (1995-2003). 
Remarcable su participación en la creación de una técnica láser para monitorear el latido cardiaco de ostiones.
Adquirió esquizofrenia en 2006, por lo cual perdió su puesto académico en la Universidad Autónoma del Carmen (UNACAR) (2002-2007) en 2008.
En 2013 publica un libro electrónico donde explica que su enfermedad mental no es natural.  
Desde entonces se dedica al periodismo científico donde investiga más acerca de su raro padecer, describe las destructivas y humillantes consecuencias y, sobre todo, desde que llega a situación de indigencia en 2018 y hasta 2019.

## Publicaciones
- Ritto, P.A. (2011). «Estadística no Extensiva de Tsallis en el Latido Cardiaco de Seres Humanos Sanos». Revista Mexicana de Física 57 (4): 362-367.

- Ritto, P.A.; Contreras, J.G.; Alvarado, J.J. (2005). «Scaling and Wavelet Based Analyses of the Long-Term Heart Rate Variability of the Eastern Oyseter». Physica A: Statistical Mechanics ans its Applications 349 (1-2): 291-301.

- Ritto, P.A.; Contreras, J.G.; Alvarado, J.J. (2001). «Monitoring of Heartbeat by Laser Beam reflection». Measurement Science and Technology 14 (3): 317-322.

- Ramírez, C.; Ritto, P.A. (2003). «On the Hamilton-Jacobi Formalism for Fermionic Systems». Revista Mexicana de Física 49 (5): 415-420.

- Gupta, V.; Ritto, P.A.; Sánchez-Colón, G. (1998).«Masses, Magnetic Moments, and Semileptonic Decays of Spin-1/2 Baryons». Modern Physics Letters 13 (36): 2887-2901.